# Pseudoterranova
Pseudoterranova ist eine Gattung der Spulwürmer mit sieben Arten. Natürlicher Endwirt sind Meeressäuger, bei denen die Arten im Magen parasitieren. Über Stapelwirte (Fische, vor allem Kabeljau) können sich durch den Verzehr ungenügend erhitzen Fischfleisches auch Menschen als Fehlwirt anstecken. Das Krankheitsbild entspricht dem anderer Anisakinae wie Anisakis und Contracaecum (→ Anisakidose).

## Merkmale
Die Gattung wurde in der Erstbeschreibung nur unzureichend dargestellt, weshalb sie nicht in die CIH keys to the nematode parasites of vertebrates aufgenommen wurde. Die Gattung wurde aufgrund einer fehlerhaften Interpretation der Position der Ausscheidungspore bei einem Anaskiden aus dem Magen eines Zwergpottwals geschaffen. Dieser Fehler wurde von 1983 David Gibson korrigiert, er behielt aber die Gattung bei und führte als neues Kriterium die Ausdehnung des vorderen linken Filaments des Ausscheidungssystems ein. Neuere Forschungsergebnisse legen nahe, dass die Gattung unterteilt werden sollte.
Die Larven ähneln denen von Ascaris sind aber länger (20–40 mm, maximal 65 mm) und dicker. Zudem haben Pseudoterranova-Larven einen vom Anfang des Darms ausgehenden Blinddarm.

## Lebenszyklus
Die Adulten sind in die Magenschleimhaut eingebettet. Die Weibchen geben nicht embryonierte Eier ab, die mit dem Kot in das Meerwasser gelangen. Hier entwickelt sich die Larve 1 im Ei. Diese häutet sich zur freischwimmenden Larve 2 und wird hier von Kleinkrebsen (Krill) aufgenommen, die als Zwischenwirt dienen und in denen sie sich zur Larve 3 häuten. Dies ist das infektiöse Stadium für Fische und Kopffüßer, in denen sich dieses Larvenstadium ansammelt, sie sind also Stapel- oder paratenische Wirte. Durch Fressen dieser Stapelwirte können die Larven auf Raubfische weiter übertragen werden. Wenn Meeressäuger den Fisch oder Kopffüßer fressen häuten sich die Larven zweimal und entwickeln sich im Magen zu den Adulten.

## Systematik
Hodda (2022) ordnet die Gattung in die Tribus Anisakini, Untertribus Anisakinii ein. Die Gattung enthält folgende Arten:
- Pseudoterranova azarasi Yamaguti & Arima, 1942
- Pseudoterranova bulbosa (Cobb, 1888)
- Pseudoterranova cattani George-Nascimento & Urrutia, 2000
- Pseudoterranova ceticola Deardorff & Overstreet, 1981
- Pseudoterranova decipiens (Krabbe, 1878)
- Pseudoterranova kogiae Johnston & Mawson, 1939
- Pseudoterranova krabbei Paggi, Mattiucci, Gibson, Berland, Nascetti, Cianchi & Bullini, 2000